# Assiminea estuarina
Assiminea estuarina е вид коремоного от семейство Assimineidae.

## Разпространение
Видът е разпространен в Япония (Кюшу, Хоншу и Шикоку).

## Описание
Популацията на вида е намаляваща.